# 엄안

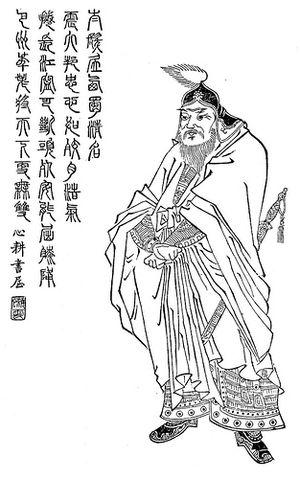

엄안(嚴顔, ? ~ ?)은 중국 후한 말의 무장으로, 익주(益州) 파군(巴郡) 임강현(臨江縣) 사람이다.

## 생애
유장(劉璋)을 섬겼다.
211년 유장이 장송(張松) 등의 말을 듣고 유비를 익주로 불러들였을 때, 엄안은 산에 호랑이를 놓고 스스로를 지키는 것과 마찬가지라고 탄식했다.
212년 유비는 익주를 공격하기 시작했으며, 214년에는 형주로부터 진군해 온 장비(張飛)가 파군을 공격하여 엄안을 사로잡았다. 장비는 엄안이 저항한 것을 꾸짖고 처형하려 했으나 엄안은 끝까지 꿋꿋한 태도를 잃지 않았기에 포로의 처지에서 벗어나 장비의 빈객이 되었다. 그 후의 행적은 기록되어 있지 않다.

### 관직
《자치통감》, 《삼국지》 장비전에서는 엄안이 파군태수였다고 하나, 《화양국지》에서는 “파군태수 파서 사람 조작(趙筰)이 항거하여 지켰으나, 장비는 이를 공격하여 깨트렸고, 장군 엄안을 사로잡았다.”라고 하고 장비전의 기록이 틀렸다고 했다.

## 《삼국지연의》에서 엄안
연의에서는 장비의 계책에 속아 성을 빠져나와 야습하려다가 장비에게 붙잡히는 것으로 나온다. 유비군에 항복한 후 익주의 관문들을 지키던 유장의 군사들을 설득하여 장비의 군사들이 순조롭게 진군하도록 도왔다. 덕분에 장비는 장임(張任)에게 쫓기던 유비를 제때 도울 수 있었다. 유비는 답례로 자신의 갑옷을 엄안에게 하사했다. 이후 장임을 사로잡고 낙성의 병사들을 설득해 항복하게 하는데 기여했다. 유비가 익주를 완전히 차지한 후 전장군(前將軍)으로 임명되었다.
이후 장합(張郃)이 가맹관(葭萌關)을 공격해오자 황충(黃忠)과 함께 싸워 무찌르고, 조조군의 군량이 보관된 천탕산(天蕩山)을 공격하면서 하후덕(夏侯德)을 베었다.

## 같이 보기
관련 인물
- 장비
- 유비
- 조운
- 황충
- 제갈량
- 유장